# Finsch' baardbuulbuul
Finsch' baardbuulbuul (Iole finschii synoniemen: Criniger finschii of Alophoixus finschii; ) is een zangvogel uit de familie Pycnonotidae (buulbuuls). Deze vogel is genoemd naar de Duitse ornitholoog Otto Finsch.

## Verspreiding en leefgebied
Deze soort komt voor in Maleisië, Sumatra en Borneo.

## Status
De grootte van de populatie is niet gekwantificeerd maar de soort wordt omschreven als schaars tot zeldzaam. Op de Rode lijst van de IUCN heeft deze soort de status gevoelig.